# Gouvernement Ismaïl
République arabe d'Égypte
Mahlab II Madbouli
Le gouvernement Chérif Ismaïl est le gouvernement égyptien en fonction du 19 septembre 2015 au 7 juin 2018.

## Historique
Le gouvernement Ismaïl compte seize nouveaux titulaires, pour la plupart des technocrates, sur un total de 33 portefeuilles.
Les principaux ministres de l'ancien gouvernement restent en place, notamment aux Affaires étrangères, à l'Intérieur, à la Défense et aux Finances.
Le 23 mars 2016, un remaniement ministériel a lieu, avec l'entrée de dix nouveaux ministres.
Seules trois femmes ont obtenu des portefeuilles.

### Composition

#### Premier ministre
- Premier ministre : Chérif Ismaïl.
 Intérim de Mostafa Madbouli (23/11/2017-27/01/2018)

#### Autres ministres
- Ministre de la Défense : Sedki Sobhi
- Ministre de l'Intérieur : Magdi Abdel Ghaffar
- Ministre des Affaires étrangères : Sameh Choukri
- Ministre de la Coopération internationale : Sahar Nasr
- Ministre de la Justice : Ahmed al-Zend (jusqu'au 13 mars 2016[4])
Mohamed Hossam
- Ministre de la Justice transitionnelle et de la Chambre des députés :
- Ministre des Finances : Hani Qadri Youssef Damian
- Ministre de l'Investissement : Achraf Salmane
- Ministre des Relations avec le Parlement : Magdy al-Agaty
- Ministre de l'Industrie : Tareq Qabil
- Ministre de la Culture : Helmy Namnam
- Ministre du Tourisme : Hisham Zazou, puis Mohamed Yehia Rashed, puis Rania Al-Mashat
- Ministre des Antiquités : Mamdouh Eldamati
- Ministre de l'Enseignement supérieur et de la Recherche : Ashraf Chihi
- Ministre de la Jeunesse et des Sports et de l'Éducation : Khaled Abdel Aziz
- Ministre de l'Électricité et de l'Énergie : Mohamed AhmedChaker[5]
- Ministre du Pétrole et des Ressources minerales : Tarek al-Moulla
- Ministre de l'Agriculture et des Revendications territoriales : Essam Fayed
- Ministre de l'Eau et de l'Irrigation : Hossam Moghazi
- Ministre de l'Environnement : Khaled Fahmy
- Ministre des Télécommunications : Yasser el-Qadi
- Ministre des Transports : Saad el-Geyouchi
- Ministre du Commerce : Khaled Hanafy
- Ministre de l'Immigration et des Expatriés : Nabila Makram Ebeid
- Ministre de l'Aviation civile : Mohammed Hassan Kamal
- Ministre des Biens religieux : Mukhtar Gomaa
- Ministre de la Main d'œuvre : Gamal Sorour
- Ministre de l'Investissement : Ashraf Salman
- Ministre de la Santé et de la Population : Ahmed Radi
- Ministre de la Solidarité sociale : Ghada Wali
- Ministre de la Planification : Ashraf El-Arabi
- Ministre du Logement et du Développement urbain : Mostafa Madbouli
- Ministre du Développement local : Ahmed Zaki Badr
- Ministre de la Production militaire : Mohammed el Assar
- Ministre de l'Enseignement technique : El Helali el-Cherbin